# ورزشگاه توفیق اسماعیل‌اف
ورزشگاه توفیق اسماعیل‌اف (به لاتین: Tofiq Ismayilov Stadium) یک ورزشگاه در جمهوری آذربایجان است که در باکو واقع شده‌است.